# Alchemilla pentaphyllea
Alchemilla pentaphyllea är en rosväxtart som beskrevs av Carl von Linné. Alchemilla pentaphyllea ingår i släktet daggkåpor, och familjen rosväxter.

## Underarter
Arten delas in i följande underarter:
- A. p. sericans
- A. p. cuneata

## Bildgalleri

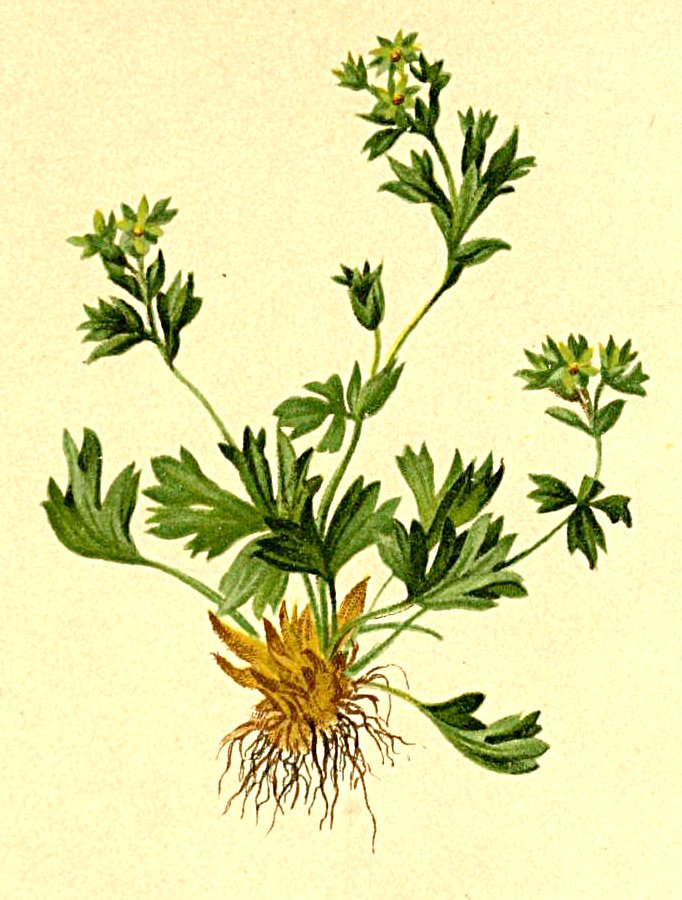
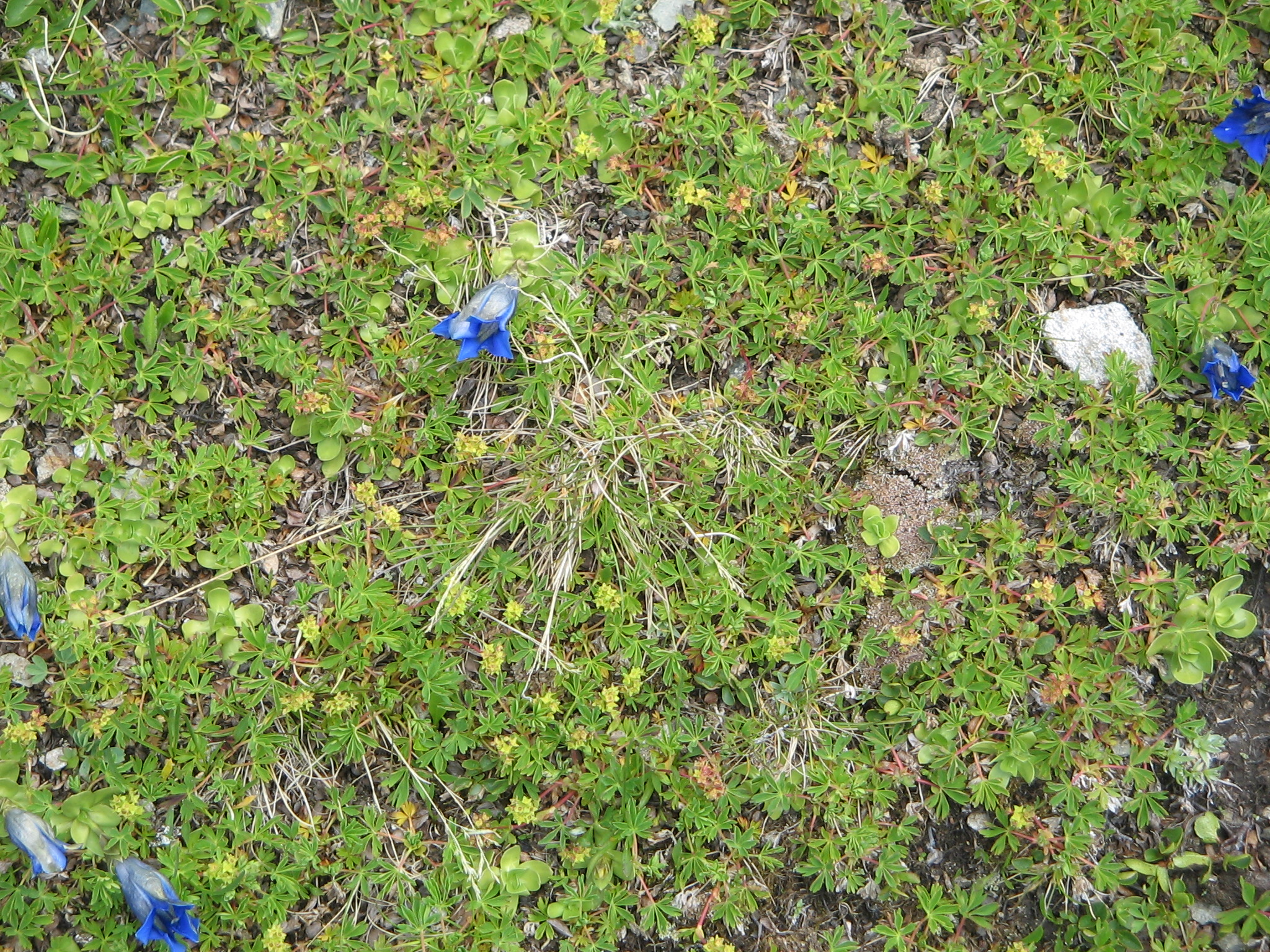
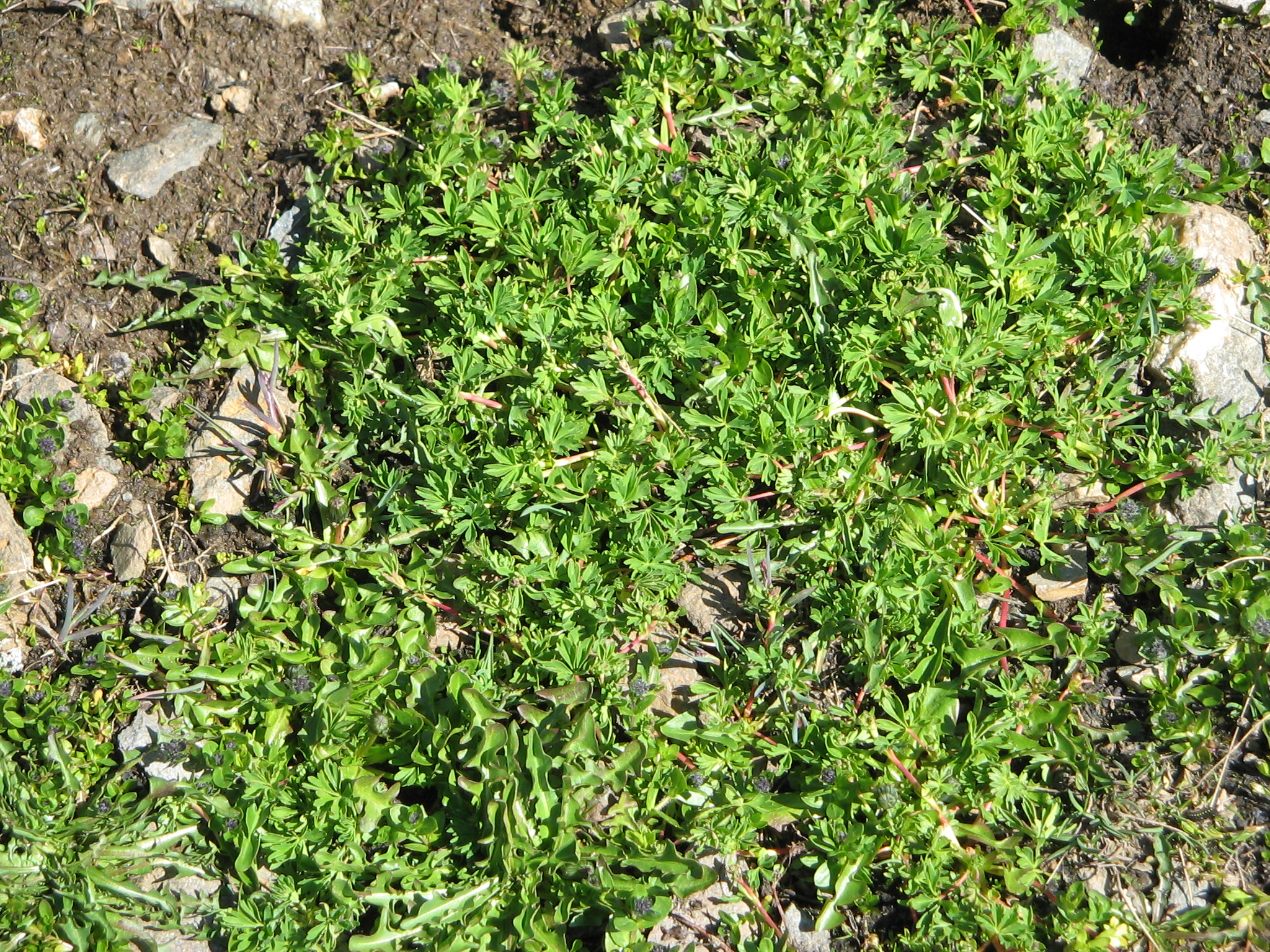
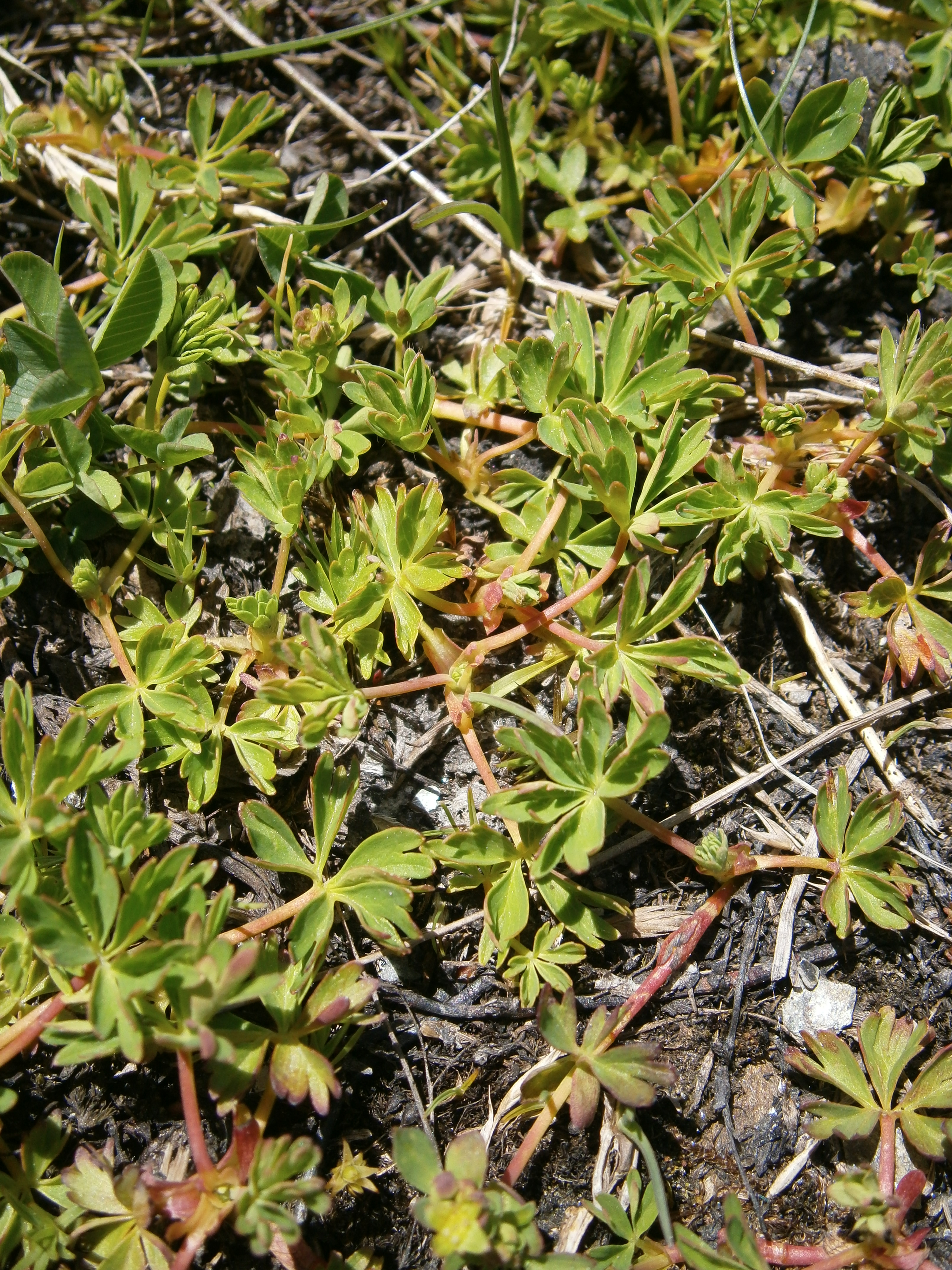